# Louis Lortie
Louis Lortie (Montreal, 27 de abril de 1959) es un pianista de música clásica canadiense.

## Vida
Lortie comenzó a estudiar piano a la edad de siete años y después estudió con diferentes profesores en la École Normale de Musique de Montréal.
En Montreal estudió con Yvonne Hubert, que a suvez fue alumna de Alfred Cortot. También estudió con el especialista en Beethoven Dieter Weber en Viena y con el discípulo de Artur Schnabel, Leon Fleisher. 
Ganó el primer premio en el Concurso Internacional de Piano Ferruccio Busoni en 1984 y ese mismo año ganó el Concurso Internacional de Piano de Leeds. A continuación emprendió una carrera internacional con actuaciones en los cinco continentes.

## Carrera

### Orquesta
Ha establecido asociaciones a largo plazo con orquestas como la Orquesta Sinfónica de la BBC, la Filarmónica de la BBC, la Orquesta Nacional de Francia y la Filarmónica de Dresde en Europa, la Orquesta de Filadelfia, la Orquesta Sinfónica de Dallas, la Sinfónica de San Diego y la Sinfónica de San Luis en Estados Unidos, y las orquestas sinfónicas de Toronto, Vancouver, Montreal, Ottawa y Calgary en Canadá. Así mismo ha colaborado con la Orquesta Sinfónica de Shanghai, donde también fue artista residente, así como con la Filarmónica de Hong Kong, la Orquesta Sinfónica Nacional de Taiwán y las Orquestas Sinfónicas de Adelaida y de Sídney.
Mantiene regularmente colaboraciones con directores como Yannick Nézet-Séguin, Edward Gardner, Andrew Davis, Jaap van Zweden, Simone Young, Antoni Wit y Thierry Fischer.

### Recitales y música de cámara
En estos ámbitos ha actuado en salas de conciertos y festivales de Europa y Norteamérica.

### Festival LacMus
Es cofundador y director artístico del Festival LacMus, en el lago de Como.

### Capilla Musical Reina Isabel
Ha sido Maestro Residente en la Queen Elisabeth Music Chapel de Waterloo de 2017 a 2022.

## Grabaciones
Ha mantenido una relación de treinta años con el sello Chandos Records donde ha producido un catálogo de más de cuarenta y cinco grabaciones, que abarca un repertorio que va desde Mozart hasta Stravinsky. Incluye un ciclo completo de las sonatas de Beethoven, los Años de peregrinaje completos de Liszt. Otros proyectos incluyen las obras completas para piano de Chopin, los cinco conciertos para piano de Saint-Saëns y una atención especial a las obras para piano de Fauré, a las que ha aportado nueva luz. Campeón de la música del siglo XX, su discografía incluye una grabación muy aclamada del concierto para piano de Lutoslawski con Edward Gardner y la Filarmónica de la BBC. 
Explorando el concierto para piano de Vaughan Williams, grabó ambas versiones, la versión original con Peter Oundjian y la Orquesta Sinfónica de Toronto y la versión reelaborada del compositor para dos pianos con su colega Hélène Mercier, con la Orquesta Filarmónica de Bergen y Andrew Davies. A dúo, Louis Lortie y Hélène Mercier también grabaron Le Carnaval des animaux, con Neeme Järvi y la Orquesta Filarmónica de Bergen, y las obras completas de Serguéi Rajmáninov para dos pianos. En 2018 y 2019 grabó con la Filarmónica de la BBC, bajo la dirección de Edward Gardner, los Conciertos completos para piano y orquesta, el Allegro appassionato Op.70 y la Rapsodie d'Auvergne Op.73 de Camille Saint-Saëns, en 2 CD de Chandos. En 2022 grabó obras de Debussy para 2 pianos y piano a 4 manos con Helene Mercier.

## Premios y reconocimientos
- 1984 – Primer premio en el Concurso Internacional de Piano Ferruccio Busoni [1]
- 1984 – Cuarto lugar en el Concurso Internacional de Piano de Leeds
- 1984 – Premio Virginia P. Moore, otorgado por el Consejo de las Artes de Canadá.
- 1987 – Fue nombrado “Artista del año" por el Consejo Canadiense de la Música.
- 1990 – Premio Juno al mejor álbum clásico, Transcripciones originales para piano del siglo XX.
- 1991 – Premio Edison holandés por su grabación de Variaciones de Beethoven.
- 1992 – Premio Juno al mejor álbum clásico, Liszt: Años de peregrinaje.
- 1992 – Caballero de la Orden de Canadá.
- 1993 – Premio Juno al mejor álbum clásico, Beethoven: Sonatas para piano.
- 1994 – Premio Juno al mejor álbum clásico, Beethoven: Sonatas para piano, Op. 10, n.º 1-3.
- 1995 – Oficial de la Orden de Canadá.
- 1997 – Caballero de la Orden Nacional de Quebec.
- 2002 – Premio Opus, intérprete del año.
- 2010 – Finalista del Premio Juno por su grabación de los Conciertos para piano n.º 1 y n.º 2 de Mendelssohn con la Orquesta Sinfónica de Quebec.